# 珍珠高地
珍珠高地（Margaritifer Terra），或譯珍珠灣高地，是火星上一处古老而崎岖的区域，它位于赤道以南4°54′S 25°00′W / 4.9°S 25°W 处，最宽处横跨2600公里。该区域显露出表明存在过大规模洪泛的混沌地形、溢出河道和冲积平原；风蚀地貌也很明显。该高地内还是火星上几处河谷网最密集的区域之一，而阿瑞斯谷则是另一个提供了明显洪水和水流证据的突出特征。珍珠高地曾是前苏联“火星6号”着陆器和美国宇航局“火星探路者号”探测器的降陆点 ，也是火星2020探测车几处拟议的着陆点之一。 
坐落在珍珠高地上的霍顿撞击坑和埃伯斯瓦尔德撞击坑，被认为曾拥有过湖泊，因为坑内分布有三角洲和需要水才能形成的铁/镁质蒙脱石矿物。在珍珠高地还发现了乌斯钵-拉冬-摩拉瓦谷系统的水流路径，研究人员认为，该地区巨大的洪水河道仅在短短数周或数月内就被地下水灾难性的外溢迅速冲蚀。由于形成赤铁矿需要液态水，而液态水如果没有厚厚的大气层就不可能长期存在，所以火星在过去的某个时候，大气层一定要更厚得多。
1979年，珍珠高地被以南印度“珍珠海岸”之名命名，它部分位于珍珠湾区，部分则位于奥克夏沼区中。

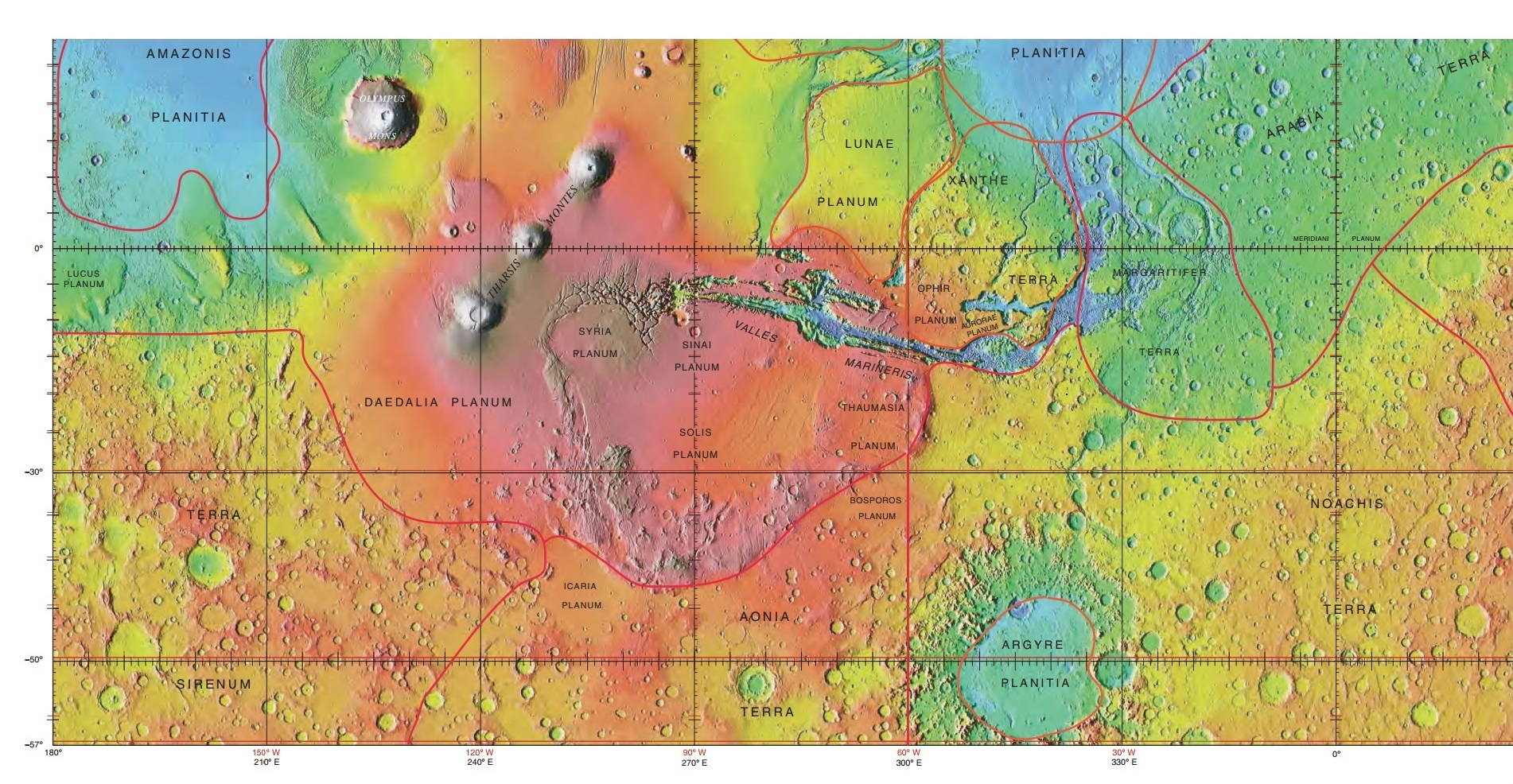
火星轨道器激光高度计地图显示了珍珠高地与其它区域的分界，颜色代表高程。

## 岩层
该区域的一些图像显示了层状地形，火星上许多地方都有分层重叠的岩石。岩石可通过多种方式形成岩层，火山、风或水都会形成岩层 《火星沉积地质学》中，可找到许多有关火星岩层实例的详细讨论。
地层可通过地下水的作用而硬化，火星上的地下水可能流淌了数百公里，在这一过程中，它溶解了所穿过岩石中的许多矿物质。当地下水出现在含沉积物的低洼地区时，液态水在稀薄的大气层中蒸发，留下矿物质作为沉积物和/或胶结剂。因此，由于尘埃层是胶结在一起的，所以以后不会被轻易侵蚀掉。

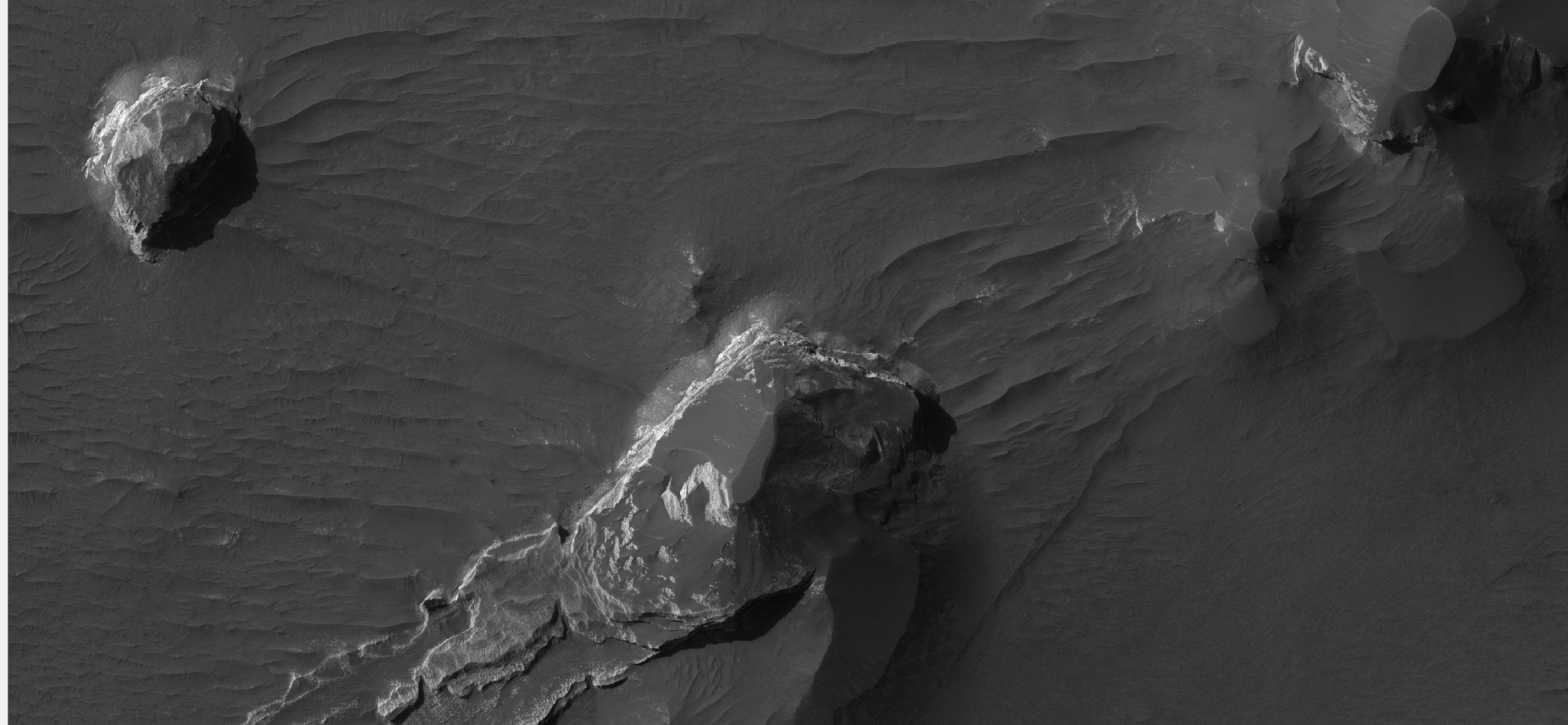
HiWish计划下高分辨率成像科学设备显示的阿耳西诺厄斯混沌区中带有一些亮浅色岩层的岩丘。
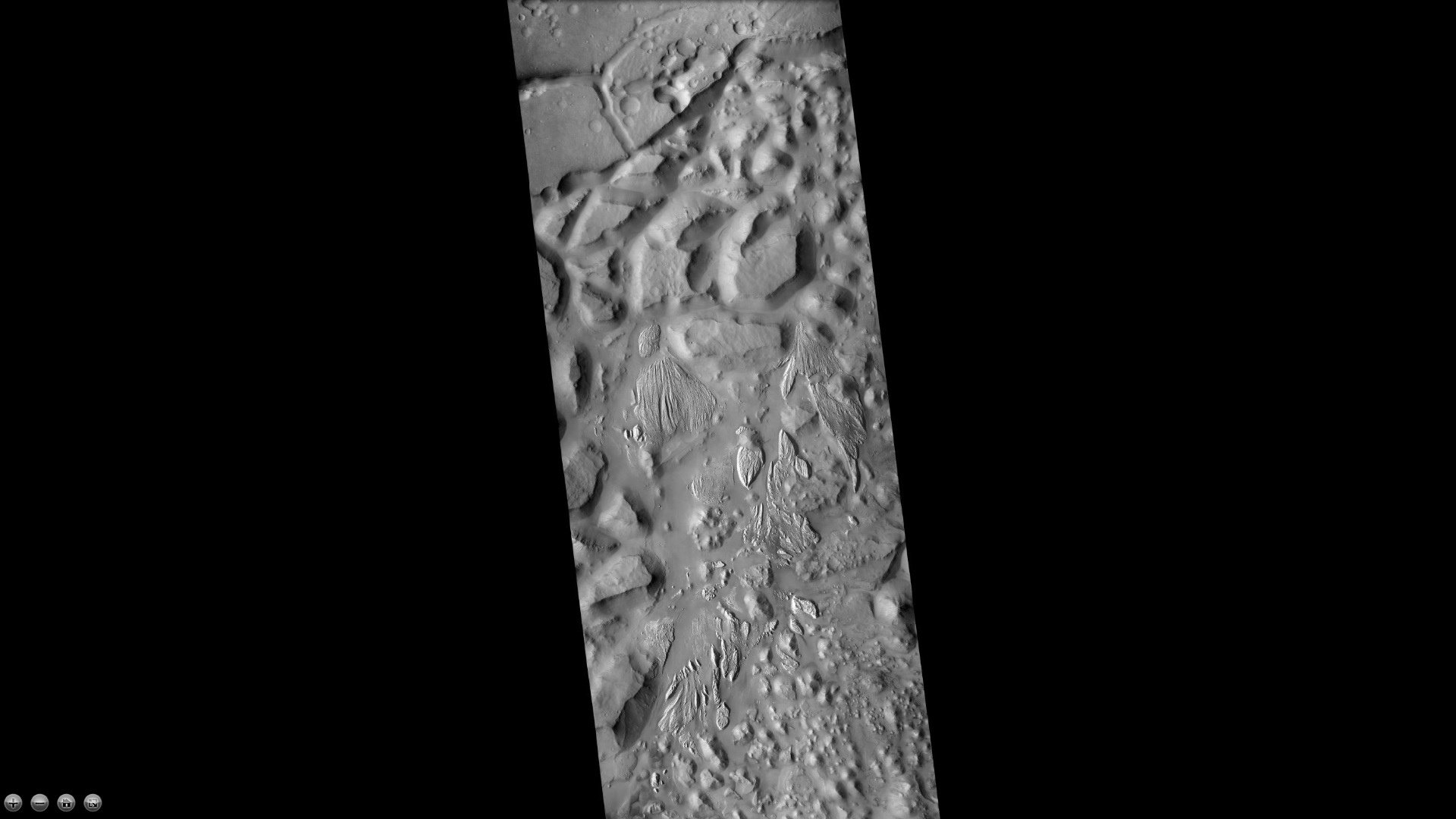
在火星勘测轨道飞行器背景相机拍摄的阿耳西诺厄斯混沌区的浅色沉积物。
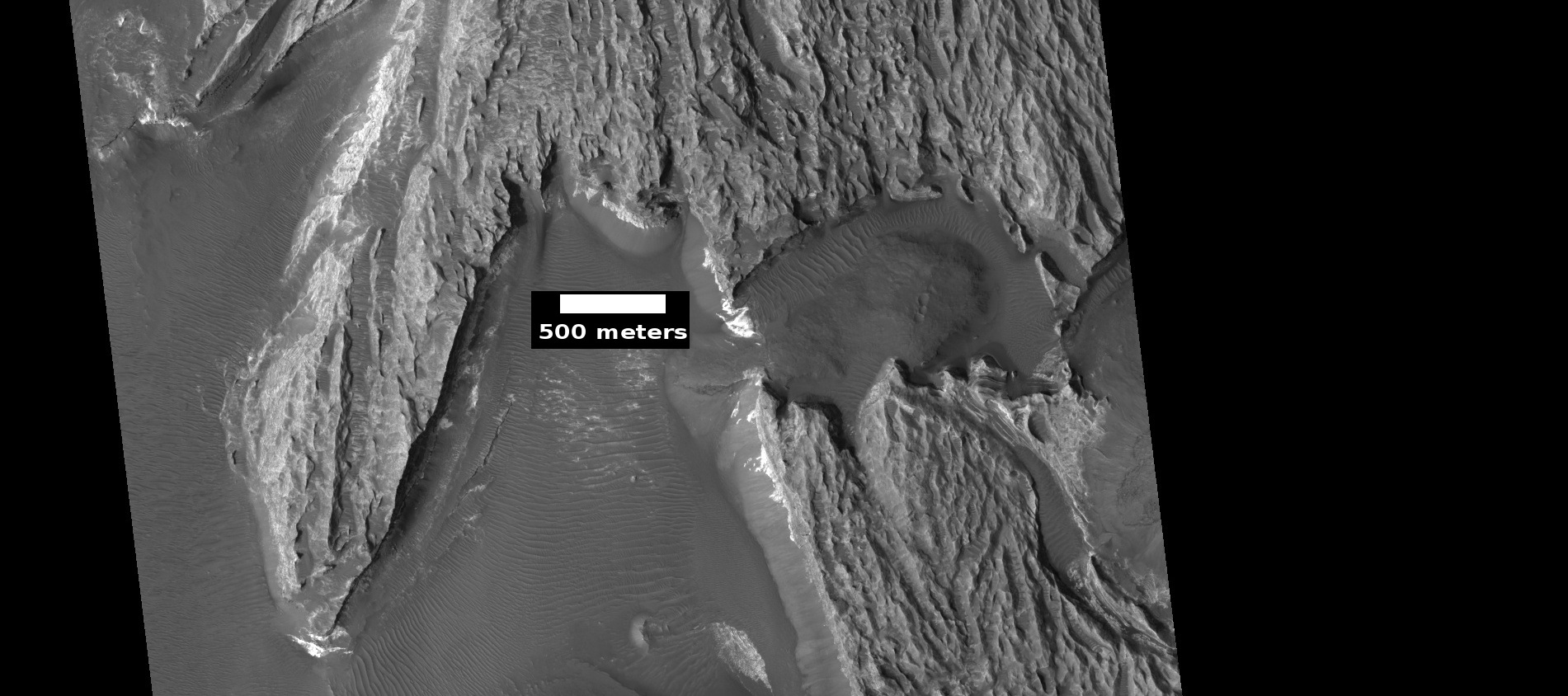
HiWish计划下高分辨率成像科学设备显示的阿耳西诺厄斯混沌区的浅色沉积物，该区域可在前一幅火星勘测轨道飞行器背景相机拍摄的全景图中找到。
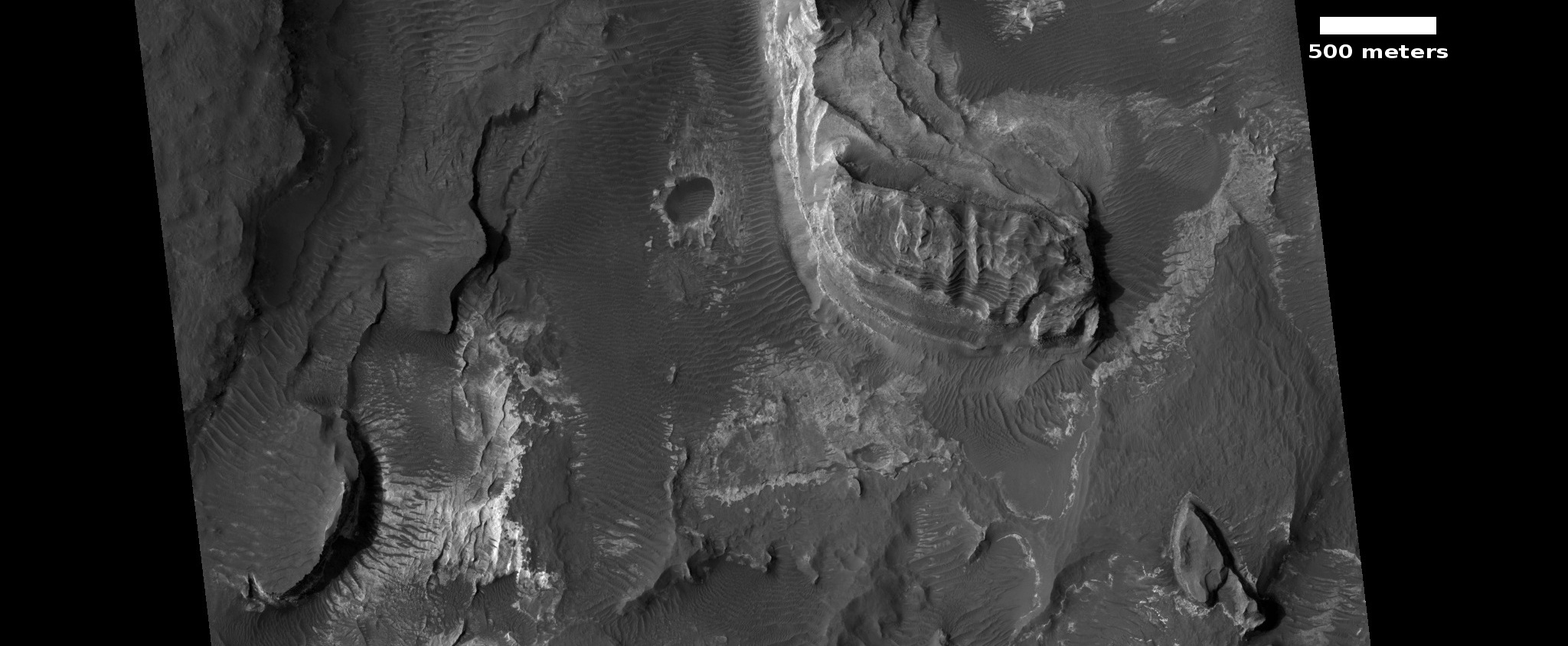
LHiWish计划下高分辨率成像科学设备显示的层状岩丘。
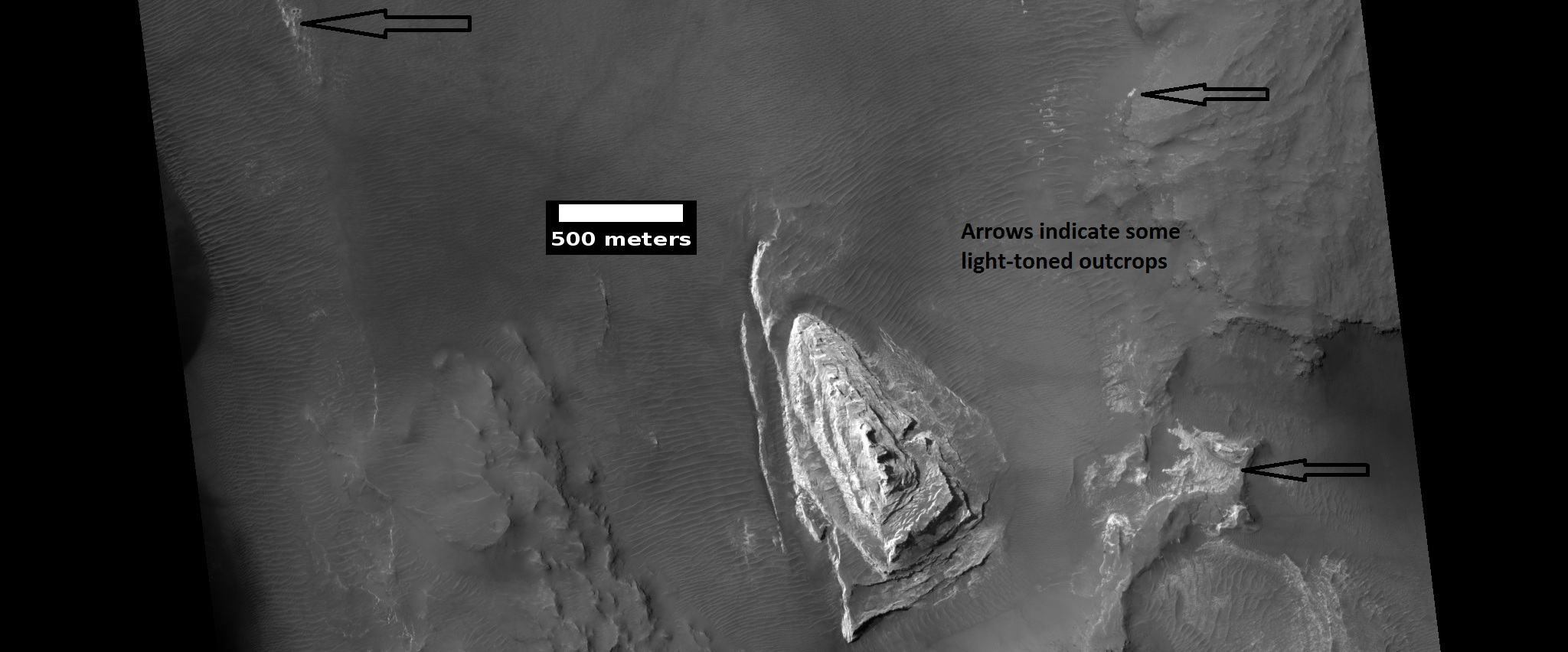
HiWish计划下高分辨率成像科学设备显示的坑底岩丘，箭头指示了浅色的地层露头。浅色地层可能富含硫酸盐，与勇气号探测车检测的材料相类似，它可能曾覆盖了整个坑底表面，在下面的其他图像中将显示放大了的岩丘。
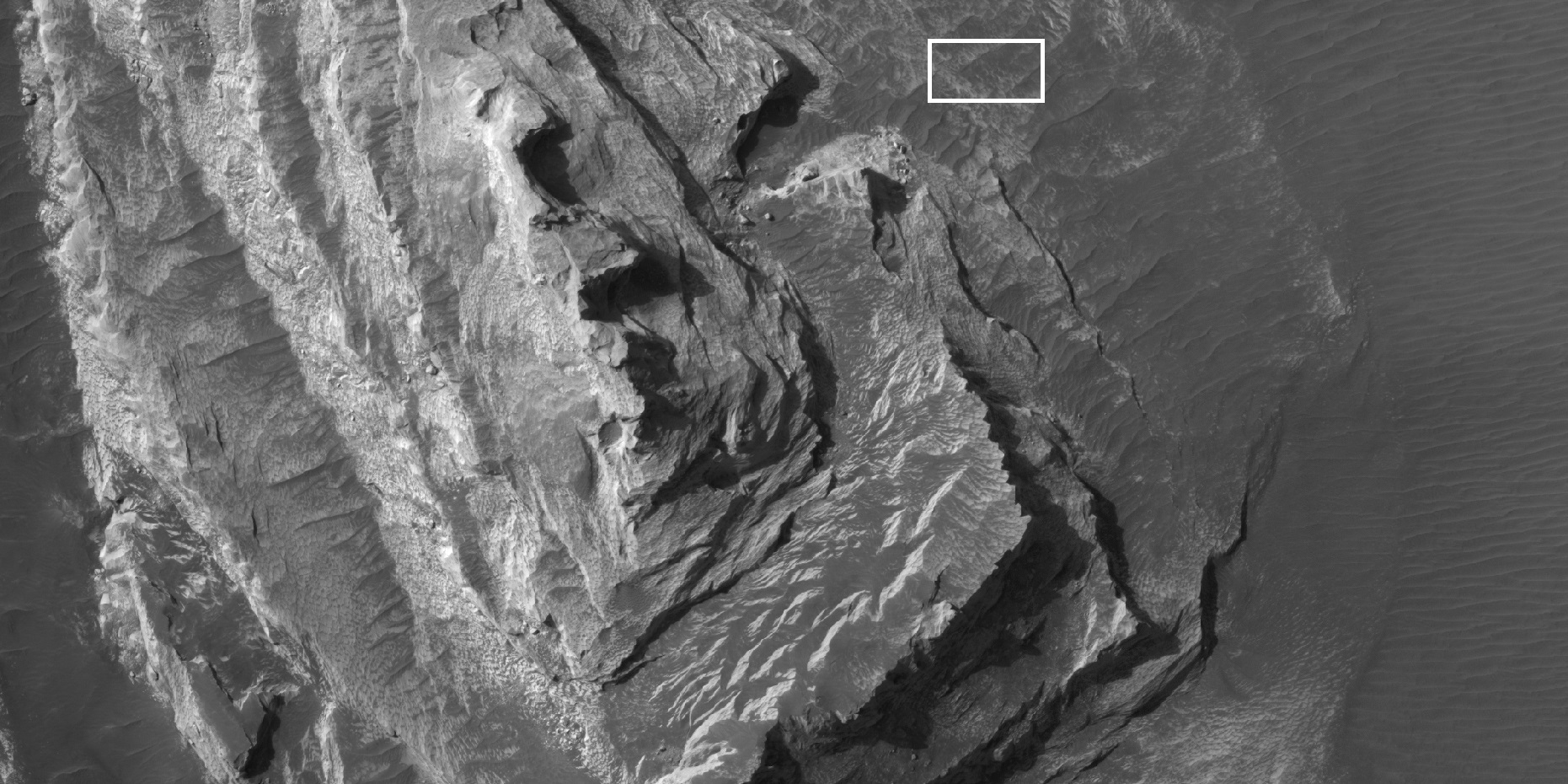
HiWish计划下高分辨率成像科学设备显示的放大版白色岩丘，方框显示了足球场大小的区域。
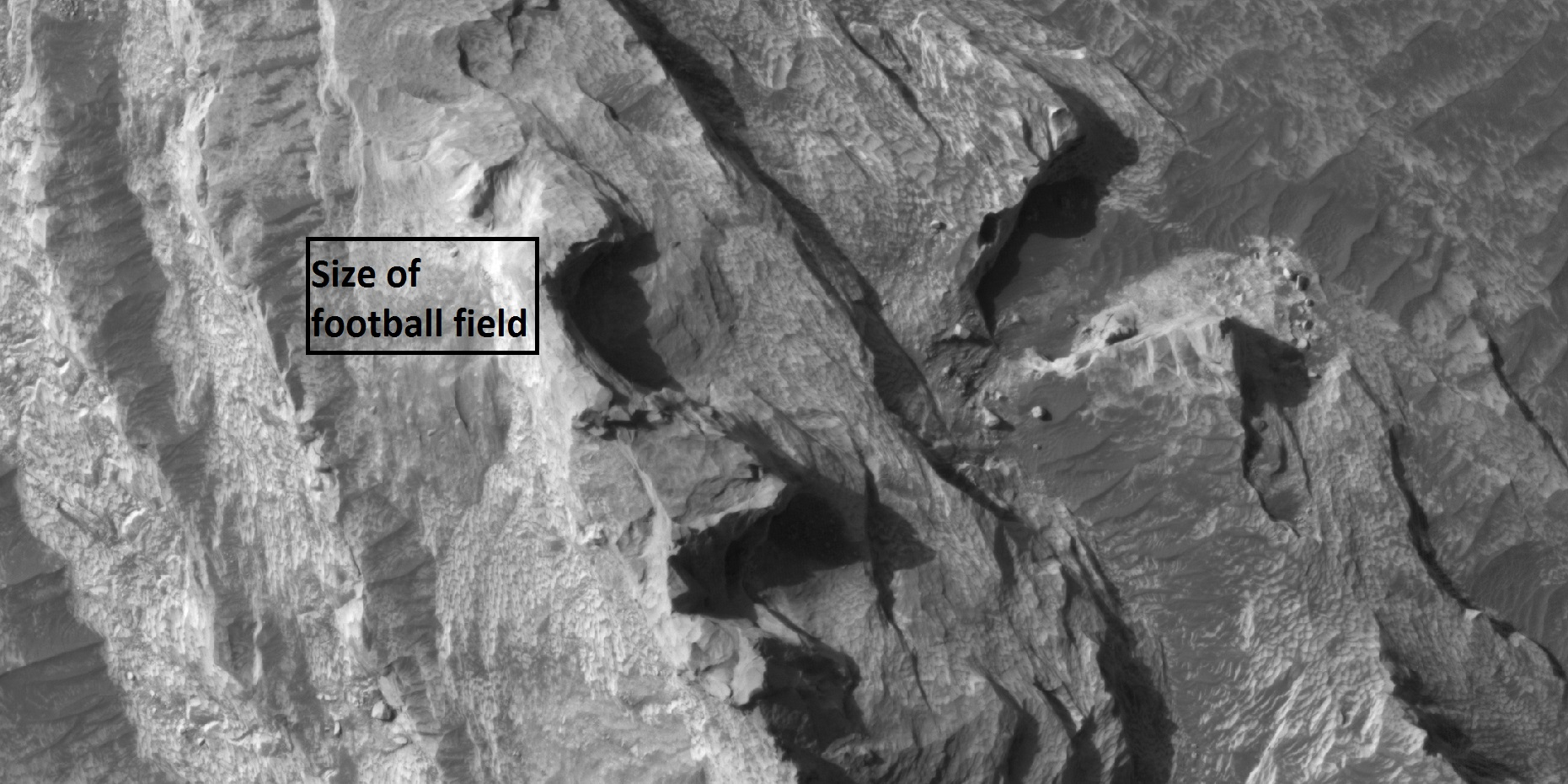
近距观察到的白色岩丘顶部，方框显示了足球场大小的区域。
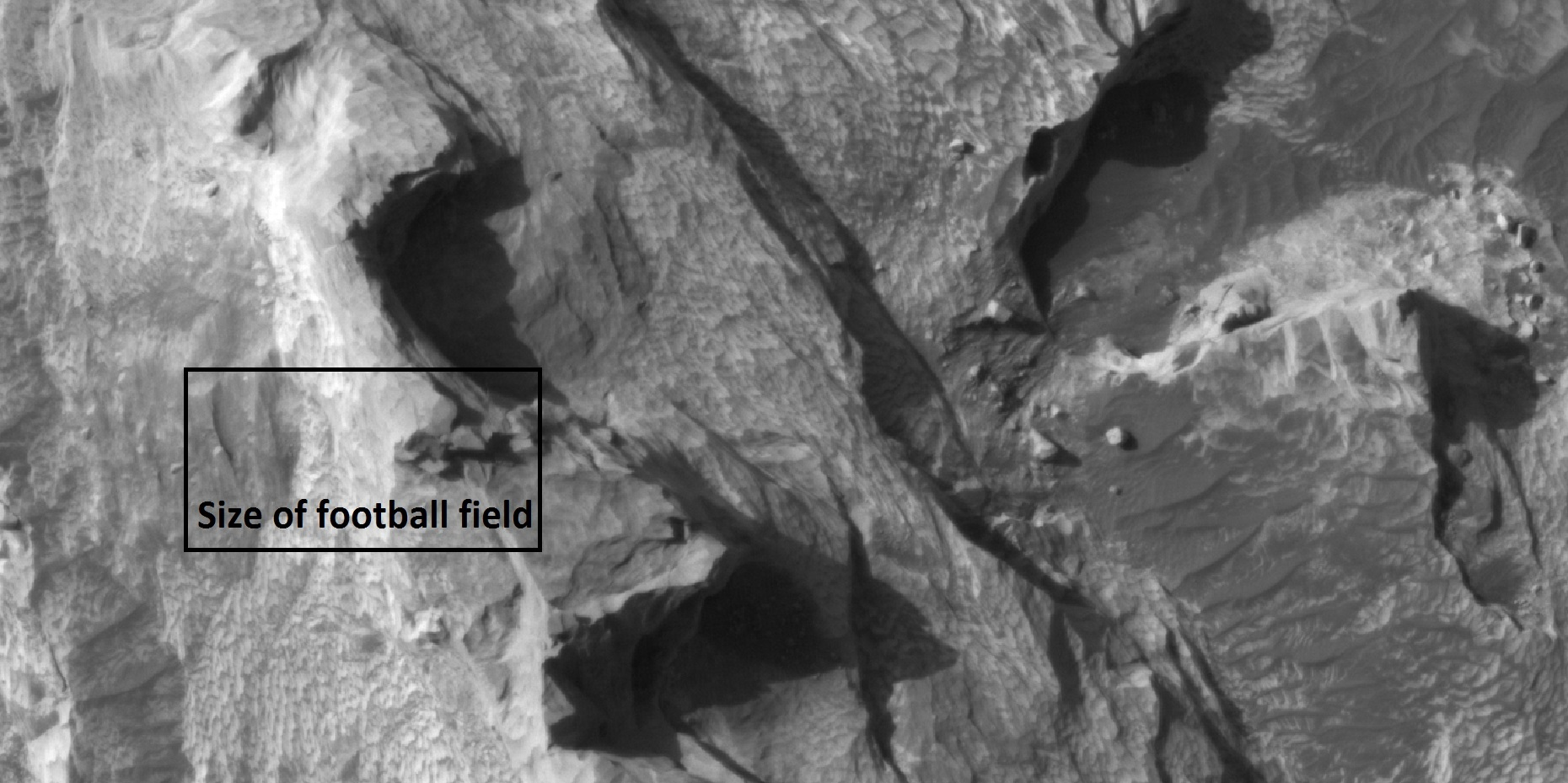
白色岩丘顶部，方框显示了足球场大小的区域。
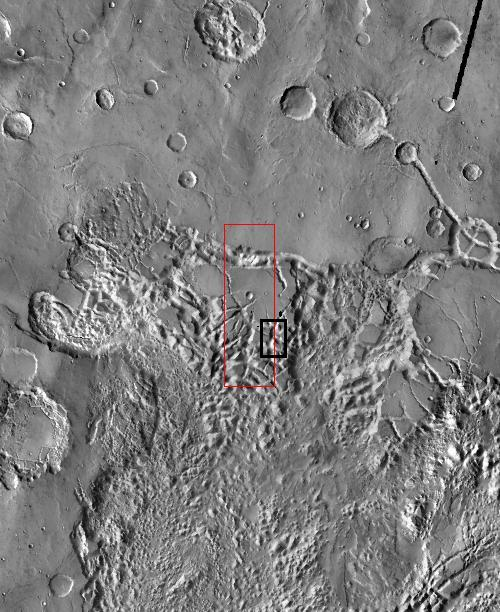
跟随高分辨率成像科学设备（HiRISE）全景图像拍摄的热辐射成像系统（THEMIS）图像，黑框显示了THEMIS图像中HiRISE图像的大致位置，该照片只是广袤的欧罗姆混沌区的一部分，点击图像可查看更多细节。
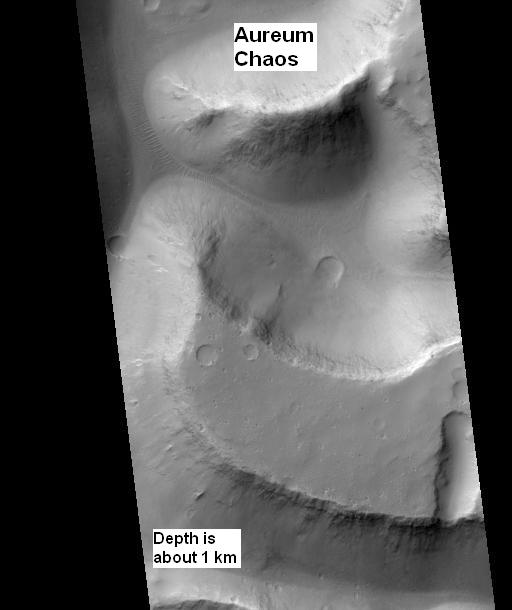
HiWish计划下高分辨率成像科学设备显示的欧罗姆混沌。
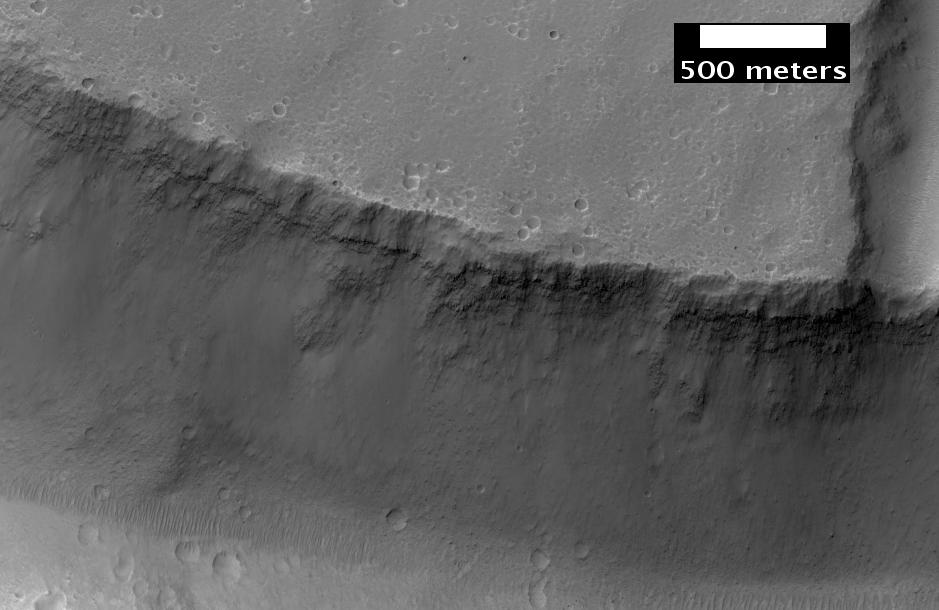
HiWish计划下高分辨率成像科学设备显示的前一幅图像的近景图，小圆点是一些巨石。
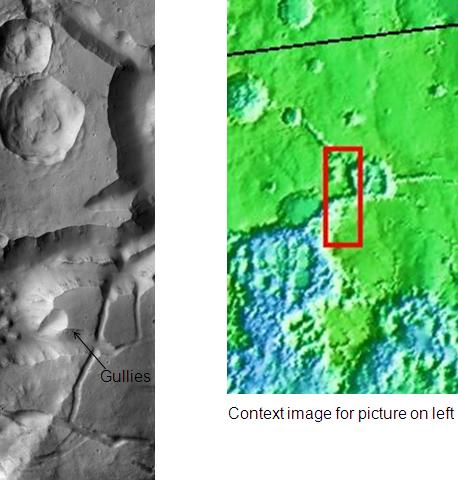
热辐射成像系统拍摄的欧罗姆混沌中巨大的峡谷，在该纬度冲沟很罕见。
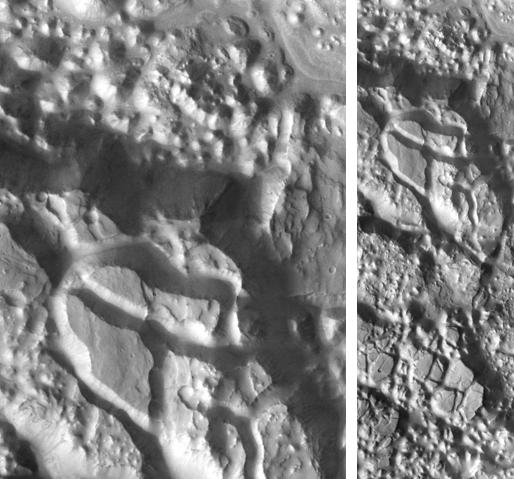
热辐射成像系统拍摄的欧罗姆混沌。

2010年4月1日，美国宇航局发布了HiWish计划下的第一批图像，含公众建议高分辨率成像科学设备拍摄地点的照片，其中欧罗姆混沌为八处地点之一，下面的第一张图片展示了该区域的全景，接下来的两幅则来自高分辨率成像科学设备图像。

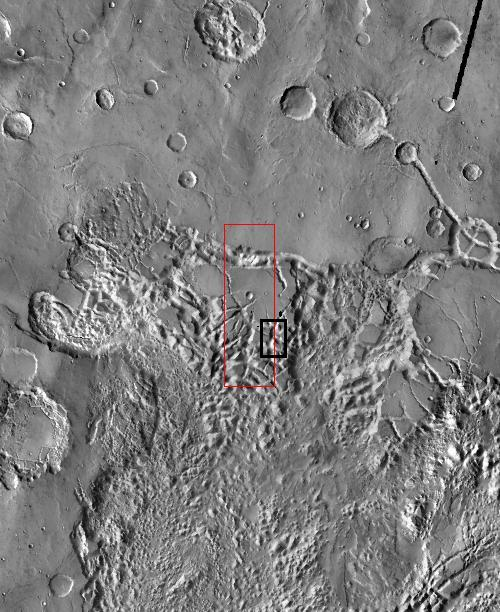
跟随高分辨率成像科学设备（HiRISE）全景图像拍摄的热辐射成像系统（THEMIS）图像，黑框显示了HiRISE图像的大致位置，该照片只是广袤的欧罗姆混沌区的一部分，点击图像可查看更多细节。
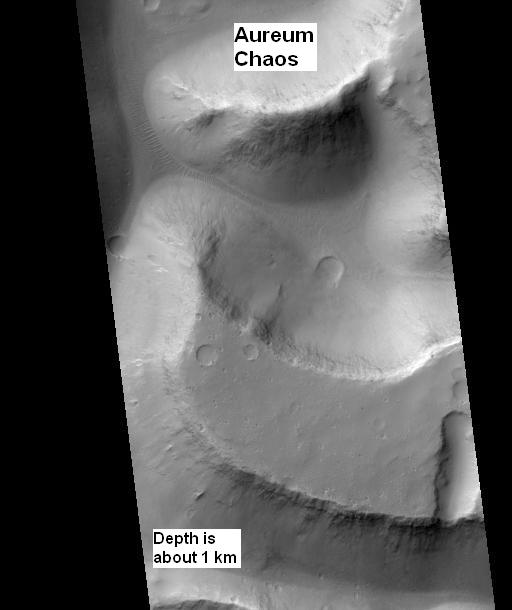
HiWish计划下高分辨率成像科学设备显示的欧罗姆混沌。
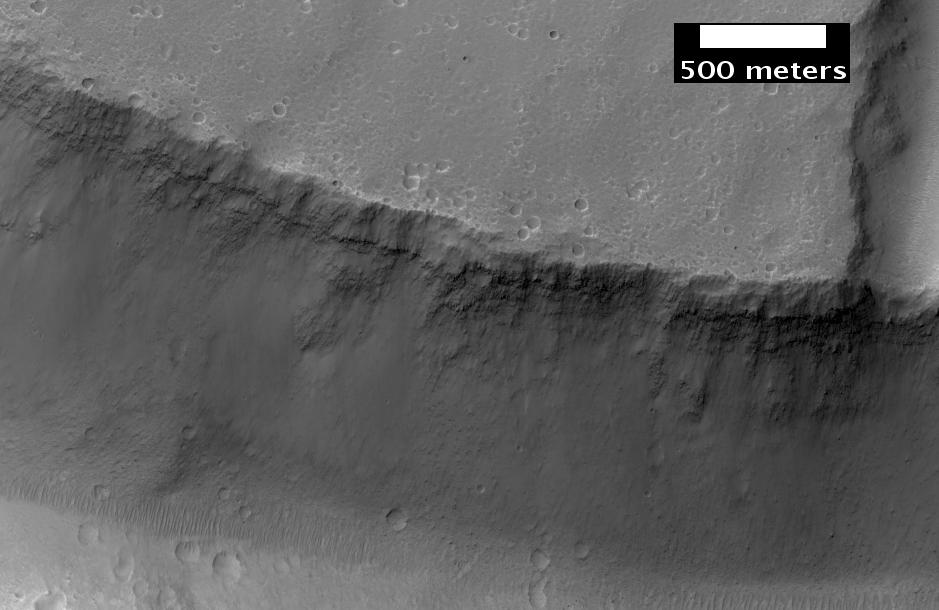
前一幅图像的近景图，小圆点是一些巨石。
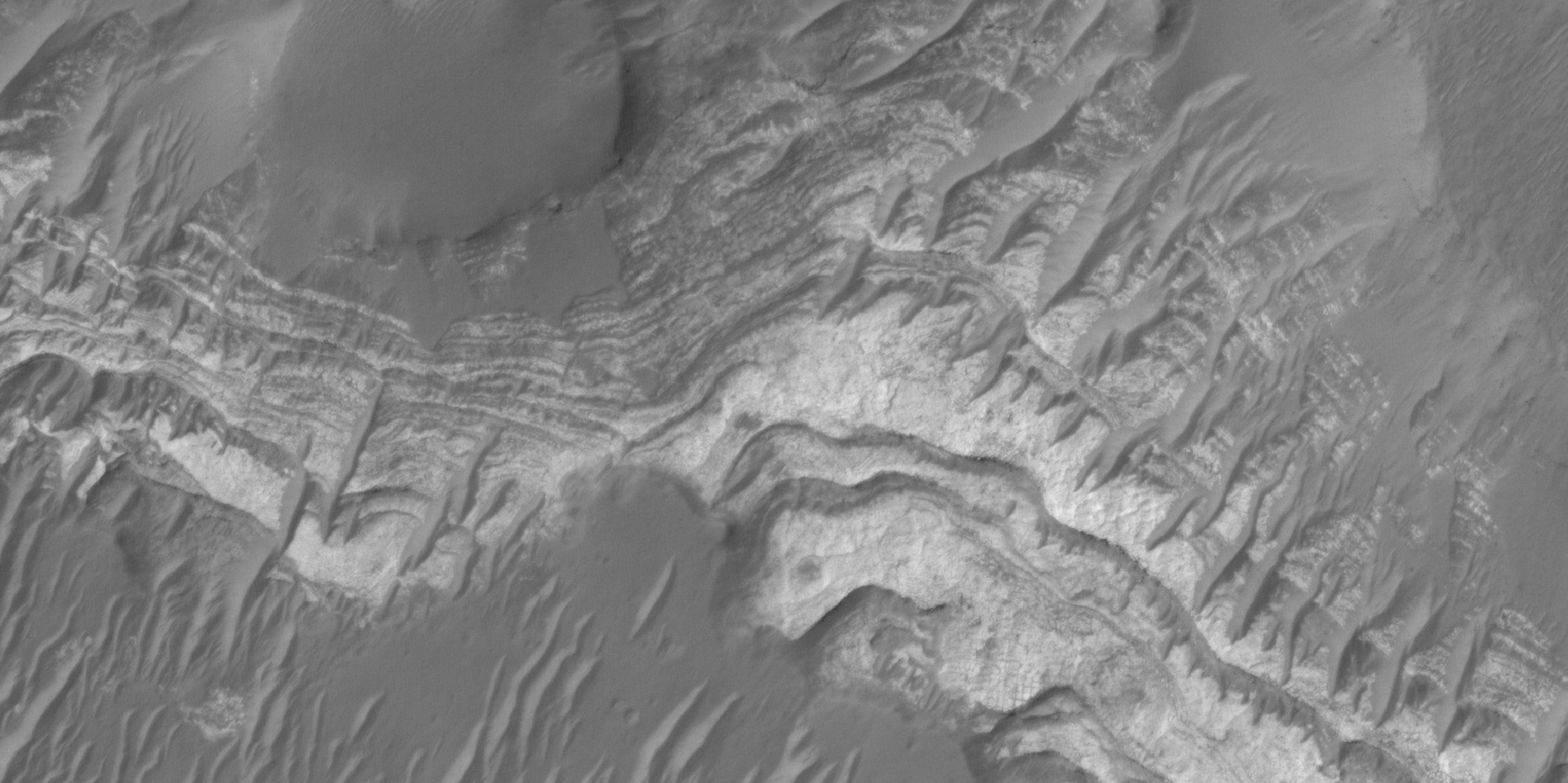
HiWish计划下高分辨率成像科学设备拍摄的洛托陨击坑（Lotto）中的岩层特写。

## 雅丹地貌

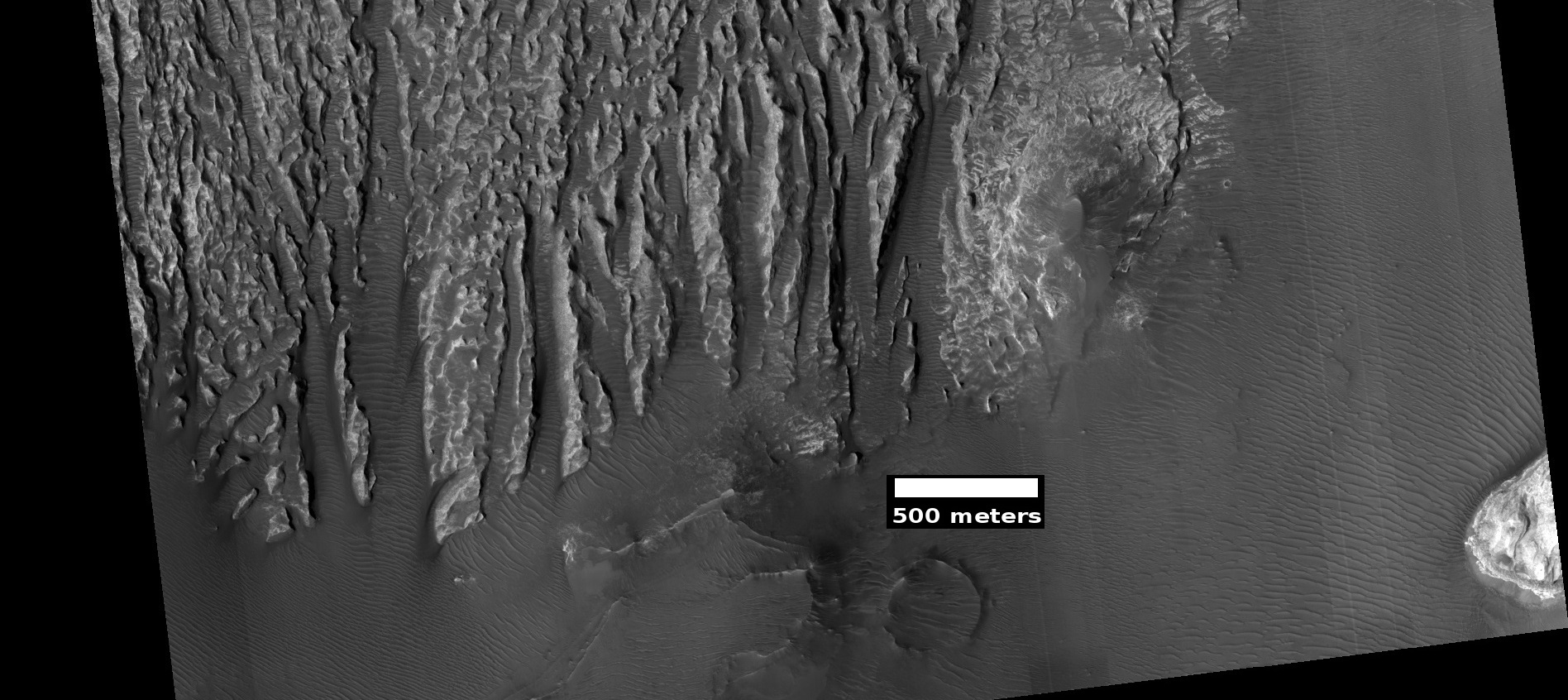
雅丹地貌]形成于浅色地层并被黑色的火山玄武岩砂环绕，HiWish计划下高分辨率成像科学设备所显示。
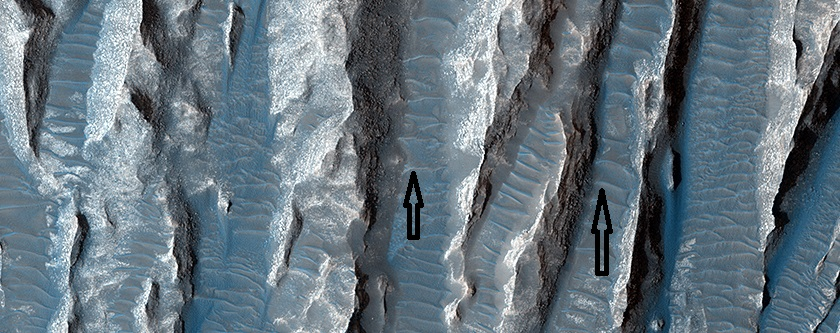
HiWish计划下高分辨率成像科学设备拍摄的雅丹地貌特写，箭头指向横向风成脊，这是一种沙丘类型，注：这是前一幅图像的放大版。
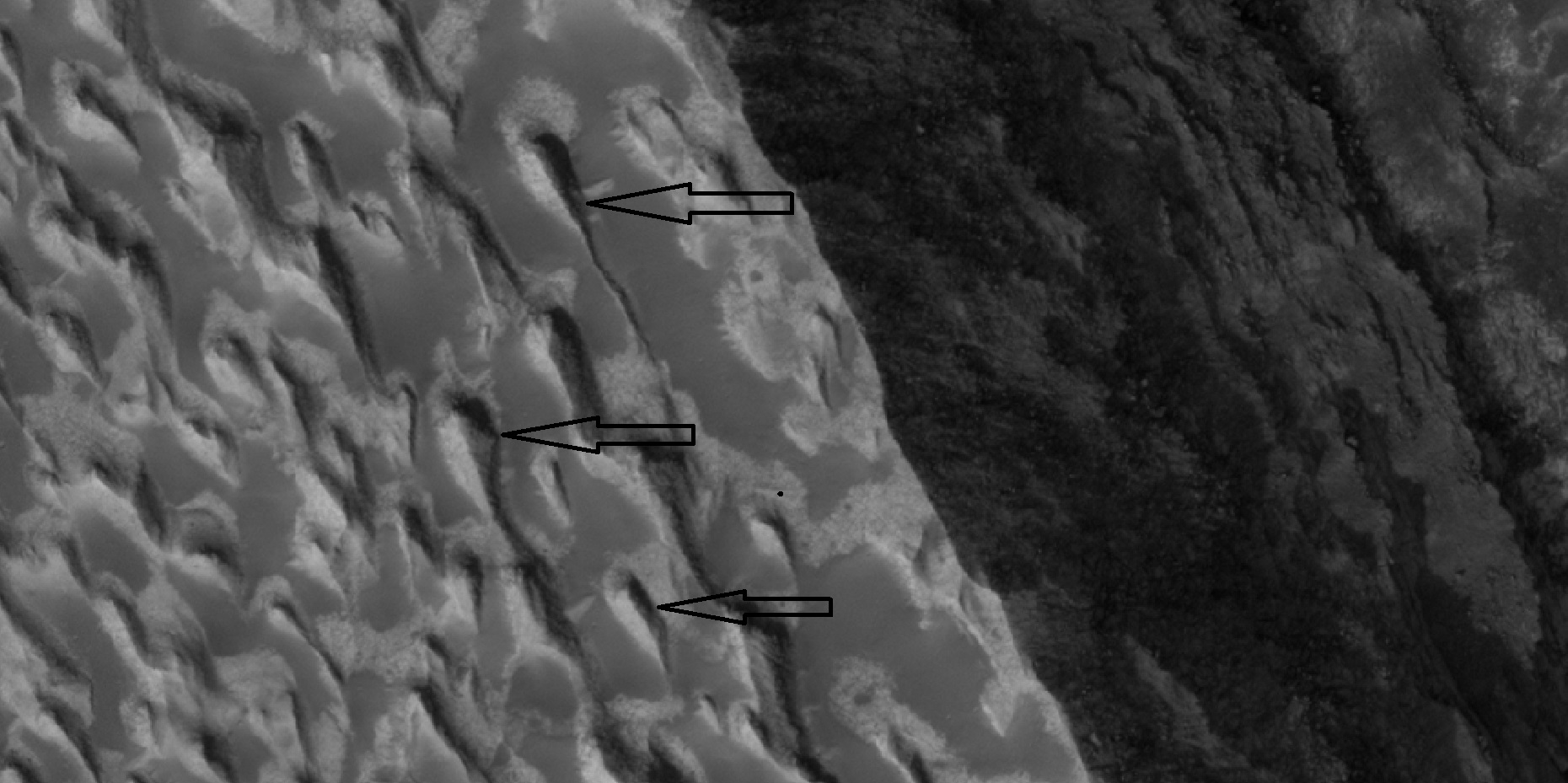
HiWish计划下高分辨率成像科学设备看到的雅丹地貌和岩层，箭头指向一些雅丹地貌。

## 珍珠高地的其它图像

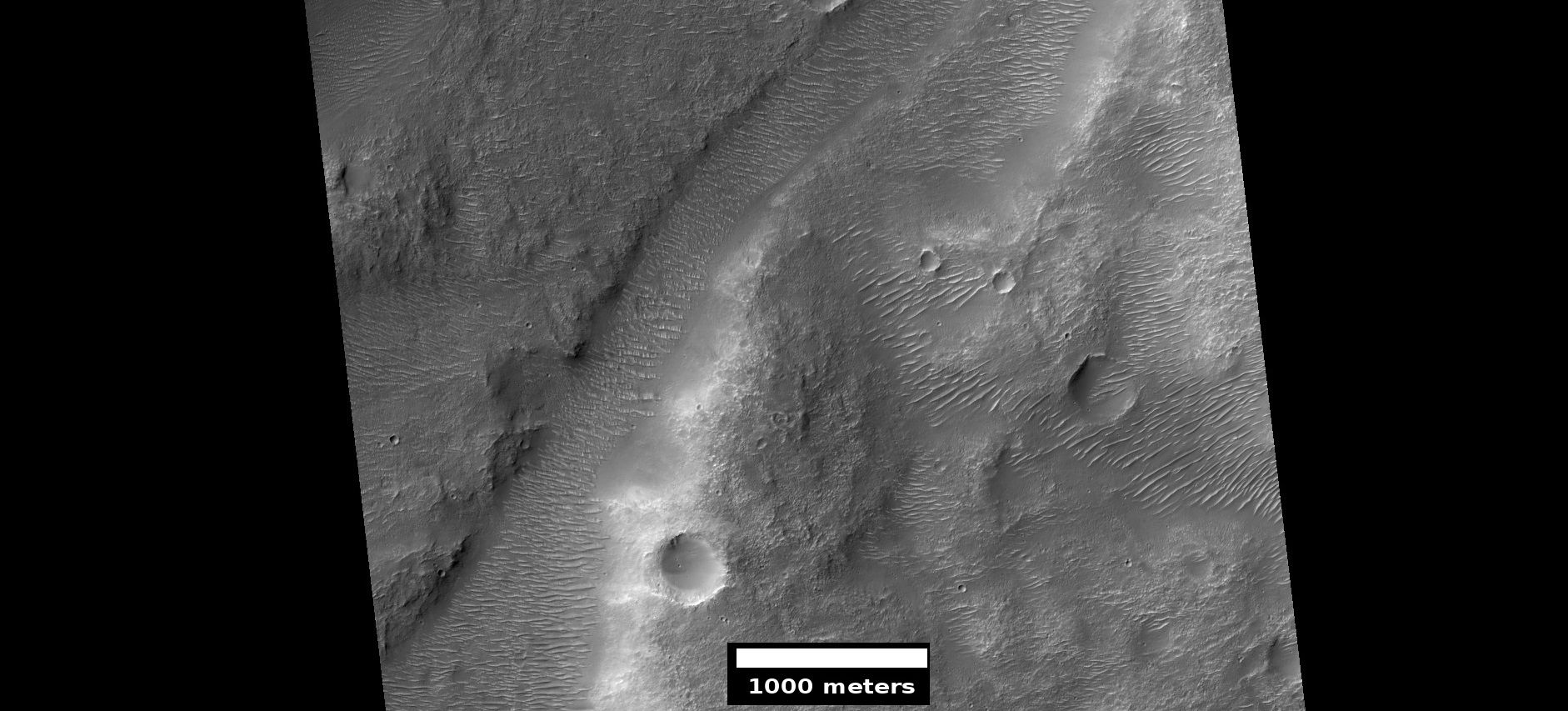
HiWish计划下高分辨率成像科学设备显示的河道。
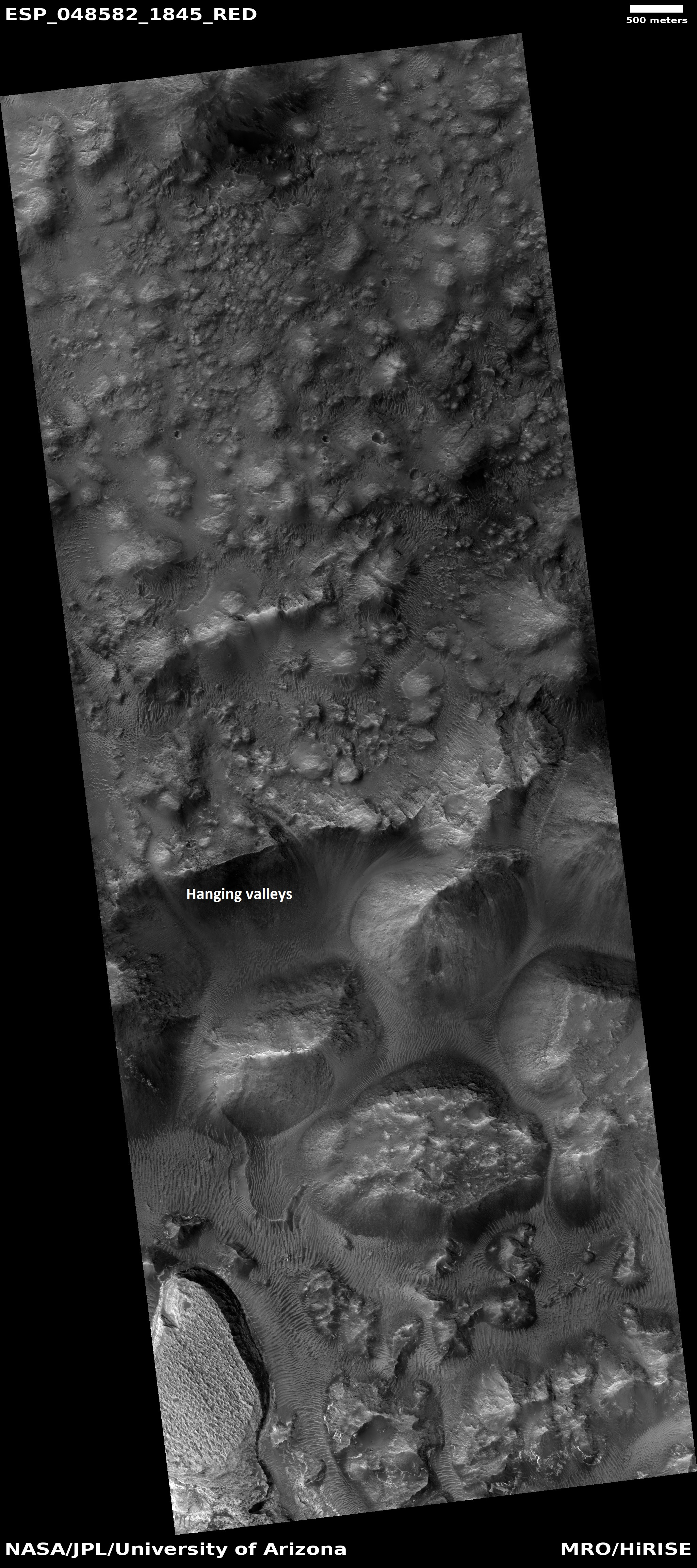
HiWish计划下高分辨率成像科学设备显示的欧罗姆混沌中的悬谷

## 另请查阅
- 火星混沌地形区列表
- 火星地理
- 火星的地下水
- 火星湖泊
- 乌斯钵-拉冬-摩拉瓦谷 (ULM)
- 普罗米修高地
- 达特茅斯
- Astrobio.net
- J.A. Grant, '火星珍珠湾区河谷的演化'
- Geologic Map of MTM -15027, -20027, -25027及 -25032 方格区，火星珍珠湾高地区 美国地质调查局

## 参引文献
1. ↑  "珍珠高地". Gazetteer of Planetary Nomenclature. USGS Astrogeology Research Program.
2. ↑  . US National Space Science Data Centre.   [12 April 2013]. （原始内容存档于2017-02-27）.
3. ↑  . NASA.   [2008-06-09]. （原始内容存档于2008-09-20）.
4. ↑  . Arizona State University News. 16 May 2014  [2014-05-17]. （原始内容存档于2014-08-06）.
5. ↑  Murchie, S. et al.  2009.  A synthesis of Martian aqueous mineralogy after 1 Mars year of observations from the Mars Reconnaissance Orbiter.  Journal of Geophysical Research: 114.
6. ↑  .   [2021-08-18]. （原始内容存档于2021-04-01）.
7. ↑  .   [2021-08-18]. （原始内容存档于2009-02-19）.
8. ↑  . University of Arizona.   [2012-08-04]. （原始内容存档于2017-08-08）.
9. ↑  Grotzinger, J. and R. Milliken (eds.).  2012.  Sedimentary Geology of Mars.  SEPM.
10. ↑  .   [2021-08-18]. （原始内容存档于2016-12-24）.
11. ↑  Okubo, Chris. . HiRise. University of Arizona. 31 March 2010  [11 June 2019]. （原始内容存档于2021-08-18）.